# Zsilák György (artista)
Zsilák György „Fudi” (Békéscsaba, 1942. április 4. –) Jászai Mari-díjas artista.

## Élete
Zsilák György szülei is artisták voltak, édesanyja a Lorch cirkuszi dinasztiából származott. A zsonglőrködés alapjait szüleitől tanulta, első külföldi fellépésére 1962-ben került sor, s hazai artistaként az elsők között szerződött 1964-ben az amerikai Ringling Cirkuszhoz. 1970-ben feleségül vette a „Tünde csoport” tagját, Zsuzsát, akivel aztán Fudi and Suzanne néven tempozsonglőr számukkal bejárták a világ elismert cirkuszait és varietéit, felléptek a Fővárosi Nagycirkuszban is. Gyermekei és unokái is az artista szakmát választották.

## Díjai
- Royal Command Performance-díj
- Los Angeles-i Zsonglőrfesztivál első helyezés (1969)
- International Jugglers Association életműdíj (2001)
- Jászai Mari-díj (1979)
- Hortobágyi Károly-díj (1996)
- A Magyar Érdemrend lovagkeresztje (2015)
- Tihany életműdíj (2024)